# تشوي ريونغ هاي
َتشوي ريونغ هاي (بالكورية: 최룡해؛ من مواليد 15 يناير 1950) هو سياسي وضابط عسكري من كوريا الشمالية يشغل حاليًا منصب رئيس اللجنة الدائمة للجمعية الشعبية العليا والنائب الأول لرئيس لجنة شؤون الدولة، ويشغل كلا المنصبين منذ أبريل 2019.
وهو أيضًا عضو في هيئة رئاسة المكتب السياسي ونائب رئيس حزب العمال الكوري. شغل أيضًا منصب الرجل الثاني في القيادة العسكرية للزعيم الأعلى كيم جونغ أون، وهو حاليًا ثالث أعلى مسؤول في كوريا الشمالية بعد كيم جونغ أون ورئيس الوزراء باك تاي سونغ.